# Брідок (Голуб'ятин)
Брідок — колишній хутір у Паволоцько-Зарічанській, Паволоцькій та Голуб'ятинській сільських радах Попільнянського району Житомирської області.

## Історія
Відомий з 1946 року як хутір Паволоцько-Зарічанської сільської ради Попільнянського району. 11 серпня 1954 року, внаслідок ліквідації Паволоцько-Зарічанської сільської ради, хутір підпорядковано Паволоцькій сільській раді. 2 вересня 1954 року, відповідно до рішення Житомирського облвиконкому № 1087 «Про перечислення населених пунктів в межах районів Житомирської області», Брідок переданий до складу Голуб'ятинської сільської ради Попільнянського району.
29 червня 1960 року, відповідно до рішення Житомирського ОВК № 683 «Про об'єднання деяких населених пунктів в районах області», в зв'язку з фактичним злиттям, хутір приєднано до с. Голуб'ятин.